# Kaširskij rajon (Oblast' di Voronež)
Il Kaširskij rajon (in russo Каширский район?) è un rajon dell'Oblast' di Voronež, in Russia; il capoluogo è Kaširskoe. Istituito nel 1977, ricopre una superficie di 1.090 km².